# 観塘区

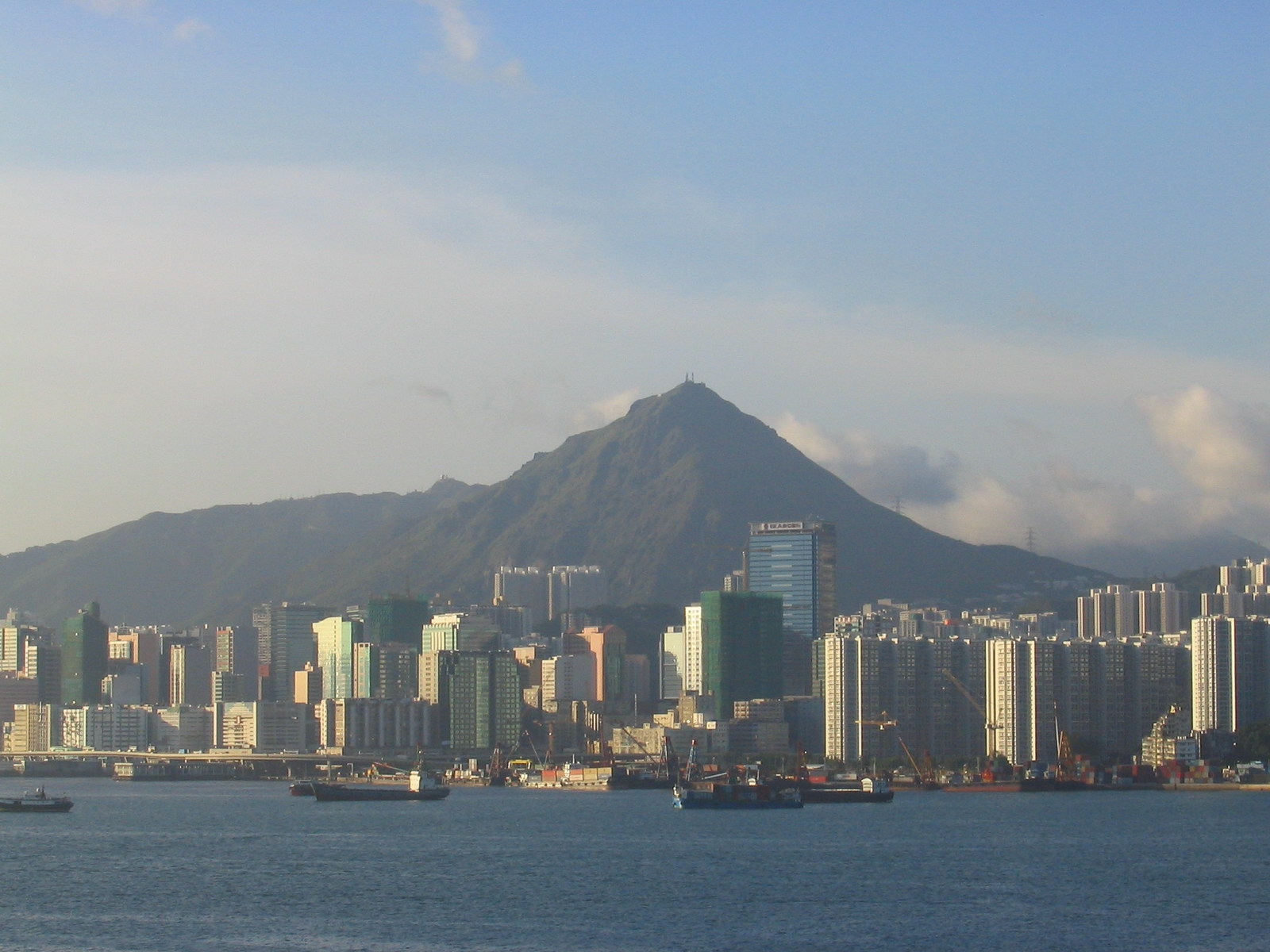
観塘区のビル群

観塘区（かんとうく、広東語読み：クントンキョイ）は、香港の18の行政区画の1つである。大きな地域では、九龍に属する。区域住民の収入は香港全体の平均以下であり、3番目に高い人口である。区議会選挙区は34。

## 地理
観塘区は香港で最も人口密度の高い区域だが、また香港で最も大きい工業地域でもある。汚染、貧困および高齢化が問題化している。2001年の統計値数によると、この地区の低所得者と高所得者の割合はそれぞれ22.6パーセント、15.5パーセントである。そしてこの区域に住んでいる低所得者数は12万4803人に上り、香港で最も多い。
かつては、工業ビルが占める香港有数の工業地区であったが、近年は、工場生産の中国本土へのシフトなどから、工業ビルを改装してオフィス化しているところも多く、香港島中環などのテナント料の高い地域よりも、値ごろ感があることから、日本企業の現地法人を含めオフィス需要が高くなっている。それゆえ近年はオフィス街としての様相も見せていて、昼時になると、サラリーマン風の勤労者が、ランチを求め行列を作る光景が見られるようになった。
この地区は、以下の地域を含んでいる:
- 観塘
- 牛頭角
- 九龍湾
- 佐敦谷（中国語版）
- 秀茂坪
- 藍田
- 油塘（中国語版）
- 茶果嶺（中国語版）

## 教育

### 大学
- 香港浸会大学啓徳キャンパス

### 高等専門学校
- 香港城市大学専上学院（中国語版）
- 香港城市大学専業進修学院（中国語版）
- 香港専業教育学院観塘分校（中国語版）
- 香港大学専業進修附属学院（中国語版）

### 中学校
- 聖若瑟英文中学（中国語版）
- 瑪利諾中学（中国語版）
- 聖言中学（中国語版）
- 順利天主教中学（中国語版）
- 観塘官立中学（中国語版）
- 香港布廠商会朱石麟中学
- 仁済医院羅陳楚思中学（中国語版）
- 中華基督教会基智中学（中国語版）
- 聖傑霊女子中学（中国語版）
- 新生命教育協会呂郭碧鳳中学（中国語版）
- 基督教聖約教会堅楽中学（中国語版）
- 藍田聖保祿中学（中国語版）
- 天主教普照中学（中国語版）
- 観塘功楽官立中学（中国語版）
- 観塘瑪利諾書院（中国語版）
- 寧波公学（中国語版）
- 高雷中学（中国語版）
- 聖安当女書院（中国語版）
- 聖公会基孝中学（中国語版）
- 中華基督教会蒙民偉書院（中国語版）
- 梁式芝書院（中国語版）
- 五邑司徒浩中学（中国語版）
- 香港聖公会何明華会督中学（中国語版）
- 聖公会梁季彝中学（中国語版）
- 香港道教聯合会青松中学（中国語版）
- 寧波第二中学（中国語版）
- 仏教何南金中学（広東語版）
- 福建中学（中国語版）
- 基督教中国布道会聖道迦南書院（中国語版）
- 匯基書院（東九龍）（中国語版）
- 慕光英文書院（中国語版）
- 地利亜修女紀念学校（協和）
- 地利亜修女紀念学校（協和二中）（中国語版）

### 小学校
- 天主教柏徳学校（中国語版）
- 坪石天主教小学（中国語版）
- 聖公会聖約翰曾肇添小学（中国語版）
- 仏教慈敬学校（中国語版）
- 迦密梁省徳学校
- 浸信宣道会呂明才小学（中国語版）
- 九龍湾聖若翰天主教小学（中国語版）
- 聖公会九龍湾基楽小学
- 佐敦谷聖若瑟天主教小学（中国語版）
- 基督教宣道会宣基小学（坪石）
- 基督教聖約教会堅楽第二小学
- 聖安当小学
- 観塘官立小学（中国語版）
- 観塘官立小学（秀明道）（中国語版）
- 天主教佑華小学
- 聖若翰天主教小学
- 中華基督教会基法小学
- 中華基督教会基法小学（油塘）（中国語版）
- 聖公会基顕小学（中国語版）
- 路徳会聖馬太学校（秀茂坪）
- 香港道教聯合会雲泉学校（中国語版）
- 閩僑小学
- 聖公会徳田李兆強小学（中国語版）
- 秀茂坪天主教小学（中国語版）
- 聖公会基楽小学（中国語版）
- 楽善堂楊仲明学校
- 聖愛徳華天主教小学（中国語版）
- 聖公会李兆強小学（中国語版）
- 藍田循道衛理小学（中国語版）
- 香港道教聯合会円玄学院陳呂重徳紀念学校
- 楽華天主教小学（中国語版）
- 基督教聖約教会堅楽小学
- 秀明小学（中国語版）
- 聖公会油塘基顕小学（中国語版）
- 聖若瑟英文小学（中国語版）
- 福建中学附属学校（中国語版）

### 特別支援学校
- 香港紅十字会雅麗珊郡主学校（中国語版）
- 中華基督教会基順学校（広東語版）
- 基督教中国布道会聖道学校（広東語版）

### 国際学校
- ノード・アングリア・インターナショナルスクール香港（英語版）

## 交通

### 鉄道
- 香港MTR
  - ■観塘線

（黄埔方面）- 九龍湾駅 - 牛頭角駅 - 観塘駅 - 藍田駅 - 油塘駅 -（調景嶺方面）
  - ■将軍澳線

（北角方面）- 油塘駅 -（将軍澳方面）

### 道路
幹線道路
- ：東区海底トンネル（中国語版）、鯉魚門道（中国語版）、観塘繞道（中国語版）
- ：啓徳トンネル（中国語版）、啓福道（中国語版）
- ：観塘道（中国語版）、鯉魚門道、将軍澳道（中国語版）、将軍澳トンネル

市区道路
- 秀茂坪道（中国語版）
- 協和街（中国語版）
- 鯉魚門道（中国語版）
- 牛頭角道（中国語版）
- 偉業街（中国語版）
- 康寧道（中国語版）
- 茶果嶺道（中国語版）
- 碧雲道（中国語版）
- 振華道（中国語版）
- 新清水湾道（中国語版）
- 清水湾道（中国語版）
- 順利邨道
- 安達臣道（中国語版）
- 啓祥道（中国語版）